# Francesco Signoris di Buronzo
Francesco Giuseppe Signoris di Buronzo (fl. XVIII secolo) è stato un militare italiano, è stato governatore della città di Asti nel 1797.

## Biografia
Originario di un'antichissima famiglia nobile del Vercellese che venne infeudata del castello di Buronzo, il Signoris divenne luogotenente colonnello dell'esercito regio dei Savoia nel 1789 e colonnello in seconda  del reggimento provinciale di Novara nel 1793.
In seguito alle sue doti militari, nel 1794 gli venne affidato il comando della città di Alba.
Nel 1796 divenne brigadiere di fanteria e nel 1797 assunse il comando militare di Asti proprio nel periodo più critico della città in piena sollevazione popolare contro il governo Sabaudo.
Nel luglio dello stesso anno, un gruppo di giacobini astigiani capitanati da Secondo Arò, Gioachino Testa e Felice Berruti, rovesciarono il governo cittadino proclamando la Repubblica Astese.
Il sacerdote astese Stefano Giuseppe Incisa che fu testimone dei fatti  descrisse il comandante militare come vecchio e malaticcio che senza opporre nessuna resistenza fece ritirare le proprie truppe nel quartiere delle caserme, consegnando tutte le armi ai rivoltosi.
Il 31 luglio le truppe realiste riconquistarono il Castelvecchio mettendo fine alla neonata repubblica. Il Signoris tornato al comando della città presiedette la Regia Giunta che tra il 2 agosto ed il 12 ottobre inflisse ben 17 pene di morte tra coloro che avevano partecipato ai moti di insurrezione astigiana.